# Cases Bosch i Canet
Les cases Bosch i Canet són un conjunt arquitectònic de Sarrià (Barcelona), catalogat com a bé amb elements d'interès (categoria C) i inclòs a l'Inventari del Patrimoni Arquitectònic de Catalunya.

## Història
El 1836, el terratinent Josep Bosch i Canet va promoure la construcció d'unes cases per als treballadors de la seva masia de Can Canet de la Vila, actualment desapareguda. Va morir el 16 de juliol del 1871, deixant com a hereu el seu fill Francesc Bosch i Margenat, que, poc després, va encarregar-ne la reforma al mestre d'obres Teodor Torné. El 1920, van ser novament reformades per l'arquitecte Joaquim Lloret i Homs per encàrrec de la vídua Joana Miralles.
Quan la masia fou enderrocada, algunes de les cases dels treballadors foren abandonades i altres les ocuparen nous llogaters. Avui és propietat de l'Ajuntament de Barcelona, que ha rehabilitat el conjunt i les ha llogat a petites industries artesanes, dedicades a la venda d'articles populars i culturals.

## Descripció
Es tracta de 12 cases adossades de parcel·la estreta, de planta baixa i pis, amb coberta de teula a dues aigües i pati o eixida a la part posterior. Antigament, hi havia una sínia per a extreure l'aigua d'un pou, que servia per a cuinar i rentar la roba del veïnat.